# Massif d'Esparatz
Le massif d'Esparatz appartient aux Montagnes basques, et se situe en Navarre (Espagne).

## Sommets
- Esparatz, 1 022 m 42° 45′ 15″ nord, 1° 52′ 16″ ouest
- Ollakarizketa, 989 m 42° 45′ 52″ nord, 1° 51′ 42″ ouest
- Txarakardia, 945 m 42° 46′ 17″ nord, 1° 51′ 24″ ouest
- Peña Grande, 934 m 42° 45′ 37″ nord, 1° 52′ 45″ ouest
- Peña Txikita, 885 m 42° 45′ 40″ nord, 1° 52′ 15″ ouest
- Iguste, 884 m 42° 42′ 10″ nord, 1° 53′ 58″ ouest
- Axixuri, 806 m 42° 42′ 15″ nord, 1° 52′ 55″ ouest
- Markalagain, 757 m 42° 41′ 27″ nord, 1° 52′ 31″ ouest
- San Cristóbal, 756 m 42° 43′ 16″ nord, 1° 53′ 28″ ouest
- Txapardia, 706 m 42° 41′ 57″ nord, 1° 55′ 42″ ouest
- Irurre, 687 m 42° 42′ 30″ nord, 1° 56′ 09″ ouest
- San Quiriaco, 659 m 42° 42′ 13″ nord, 1° 55′ 20″ ouest
- Peña de la Torre, 638 m 42° 42′ 04″ nord, 1° 55′ 07″ ouest
- Santa Bárbara, 611 m 42° 40′ 24″ nord, 1° 51′ 21″ ouest
- Burumendi, 603 m 42° 42′ 19″ nord, 1° 56′ 55″ ouest
- Txaparrandia, 598 m 42° 42′ 06″ nord, 1° 57′ 16″ ouest
- Aizgorrieta, 578 m 42° 42′ 16″ nord, 1° 57′ 42″ ouest
- Bargota, 506 m 42° 39′ 53″ nord, 1° 51′ 12″ ouest